# Saints and Soldiers
Saints and Soldiers és una pel·lícula estatunidenca de guerra dirigida per Ryan Little, estrenada l'any 2003. Ha estat doblada al català. El film té lloc durant la batalla de les Ardenes, l'hivern de 1944-1945.
El film presenta una de les tesis en relació amb la massacre de Malmédy: es tractaria del pànic de l'exèrcit alemany la causa del qual seria una temptativa d'evasió. Segons els testimoniatges dels escapats, es tractaria d'una acció deliberada.

## Argument
El desembre de 1944, l'exèrcit alemany penetra als boscos de les Ardenes. Els presoners americans són massacrats. Cinc soldats aliats, quatre americans i un anglès, han de travessar les línies alemanyes fins al voltant de Malmedy per anar a lliurar un missatge de la més alta importància que només l'anglès coneix.
El caporal Nathan Greer i el seu amic Gordon Gunderson formen part dels escapats de la massacre.

## Repartiment
- Corbin Allred: Caporal Nathan 'Deacon' Greer
- Alexander Polinsky: Dr. Steven Gould (com Alexander Niver)
- Kirby Heyborne: Flt. Sergent Oberon Winley
- Larry Bagby: Soldat ras Shirley 'Shirl' Kendrick (com a Lawrence Bagby)
- Peter Holden: Sergent Gordon Gunderson
- Ethan Vincent: Rudolph 'Rudi' Gertz
- Melinda Renee: Catherine Thierry

## Continuacions del film
Aquest film ha donat lloc a dues continuacions. No obstant això, cada film se situa en un període diferent de la Segona Guerra mundial. Els protagonistes no són els mateixos. Els únics punt comuns entre els tres films són els següents :
- Tenen lloc cap al final de la Segona Guerra Mundial, entre agost de 1944 i maig de 1945, quan la guerra ja és perduda per als alemanys, d'aquí la seva resistència desesperada.
- el punt de vista és el d'un petit grup de soldats americans, aïllats de la seva unitat a les línies enemigues.
- no presenten grans batalles vistes d'un punt de vista estratègic, el dels generals, però el combat fosc portat per aquests soldats, dividits entre les seves ganes de salvar la vida i el compromís de complir la seva missió.
- Saints and soldiers 2 (2012) té lloc cronològicament abans del primer film. Posa en escena paracaigudistes americans que participen en el desembarcament de Provença l'agost de 1944. Tirats a l'atzar al camp de Provença, es troben aïllats i acorralats pels soldats alemanys al bosc. Troben resistents francesos, i els dos grups s'uneixen per combatre tots els alemanys que troben.
- Saints and soldiers 3 (2014) té lloc cronològicament després del primer film. Posa en escena soldats americans blancs i negres participant en la invasió de l'Alemanya el maig 1945, poc abans del final de la guerra. Amb només dos antitancs M18 Hellcat, s'enfronten en inferioritat numèrica a tres tancs alemanys Panzerkampfwagen IV que intenten tallar les línies de comunicació aliades.

## Producció
L'equip de producció és prou petit pel que es podria esperar d'aquest gènere de films. Ha estar rodat en un bosc al nord del Utah amb un pressupost inferior a 1 milió de dòlars. Gràcies a negociacions la producció ha aconseguit obtenir ajudes per la reconstrucció i equips d'època.
Als Estats Units el film va ser en principi prohibit als menors de 17 anys, a causa de les imatges violentes. No obstant això després de les reclamacions i incomprensions el film obté el PG -13.